# Kuolpajärvi
Kuolpajärvi este o arie protejată (arie specială de conservare — SAC, sit de importanță comunitară — SCI) din Suedia întinsă pe o suprafață de 76,4 ha, integral pe uscat.

## Localizare
Centrul sitului Kuolpajärvi este situat la coordonatele 67°01′20″N 20°37′08″E / 67.0223°N 20.6188°E.

## Înființare
Situl Kuolpajärvi a fost declarat sit de importanță comunitară în decembrie 1995 pentru a proteja un număr necunoscut de specii din flora spontană și fauna sălbatică aflate în arealul zonei. Situl a fost protejat și ca arie specială de conservare în martie 2011.

## Biodiversitate
Situată în ecoregiunea boreală, aria protejată conține 2 habitate naturale: Turbării Aapa, Taiga vestică.
La baza desemnării sitului se află un număr nedeclarat de specii protejate.